# Martialia hyadesi
Martialia hyadesi Rochebrune e Mabille, 1889 è una specie di molluschi cefalopodi appartenente alla famiglia Ommastrephidae, unico membro del genere Martialia.

## Descrizione
In questa specie, il mantello è piuttosto massiccio e termina posteriormente con una breve coda. Le pinne hanno forma romboidale e posteriormente si allungano sulla coda; la lunghezza delle pinne va dal 38 al 46% della lunghezza del mantello, la larghezza delle stesse va dal 54 al 66% della lunghezza del mantello. L'angolo formato dalle pinne è di 45/55°. Le ventose delle braccia sono poste su peduncoli, sono piuttosto piccole e portano denti acuti nella metà distale mentre la metà prossimale ne è priva. La clava tentacolare occupa quasi l'intera lunghezza del tentacolo e non è espansa; la parte distale della clava, denominata dattilo, porta quattro file di ventose di piccole dimensioni. Le ventose delle file centrali della parte mediana della clava tentacolare (o mano) sono armate di 15 denti piuttosto grandi e acuti alternati a formazioni ottuse; uno dei denti acuti è di solito più grande degli altri e ha forma conica. Nel maschio maturo, il quarto braccio destro è ectocotilizzato, raramente è modificato il sinistro. Questa specie è priva di fotofori.
Il mantello misura fino a 40 cm di lunghezza. Il peso degli esemplari più grandi arriva a 820 grammi.

## Distribuzione e habitat
M. hyadesi è diffusa nell'oceano Antartico e nelle acque temperato fredde adiacenti fino all'estremo sud del continente sudamericano e della Nuova Zelanda. Sembra legato alle acque fredde e veloci della corrente circumpolare antartica. Gli individui più piccoli vengono catturati nelle acque neozelandesi lasciando pensare che le zone di riproduzione si trovino in quelle acque.
È una specie oceanica tipica delle acque soprastanti la scarpata continentale che difficilmente si incontra in corrispondenza di acque con profondità inferiori ai 200 metri.

## Biologia
Nonostante non si tratti di una specie costiera talvolta avvengono spiaggiamenti anche di migliaia di individui. Il ciclo vitale di questa specie è di circa 2 anni.

### Riproduzione
Le uova misurano da 0,7 a 2,2 mm e ogni femmina ne può deporre da 20.000 a 2,5 milioni.

### Alimentazione
M. hyadesi è una specie predatrice, Tra le sue prede si annoverano krill, anfipodi Hyperiidea, pesci ossei della famiglia Myctophidae e altri calamari, compresi un gran numero di giovanili della stessa specie.

### Predatori
Si tratta di una specie importantissima per la catena alimentare dei mari circunantartici. Tra i predatori vi sono elefanti marini meridionali, otarie orsine antartiche, otarie orsine subantartiche, pesci come Dissostichus eleginoides e Allothunnus fallai, cetacei odontoceti come la pseudorca e svariate specie di uccelli marini trai quali il pinguino reale.

## Pesca
La pesca avviene principalmente come bycatch del totano atlantico, ma è allo studio una pesca mirata, a causa dell'abbondantissima biomassa di questa specie nell'oceano Australe.